# Episodi di Time After Time
La prima e unica stagione della serie televisiva Time After Time, composta da 12 episodi, è stata trasmessa negli Stati Uniti d'America sulla rete ABC dal 5 al 26 marzo 2017 per quanto riguarda i primi cinque episodi. I restanti sette sono andati in onda in prima visione sulla versione spagnola del canale AXN dal 20 giugno al 30 agosto dello stesso anno.
In Italia, la stagione è attualmente inedita.
| n° | Titolo originale      | Titolo italiano | Prima TV originale | Prima TV Italia |
| -- | --------------------- | --------------- | ------------------ | --------------- |
| 1  | Pilot                 |                 | 5 marzo 2017       |                 |
| 2  | I Will Catch You      |                 | 5 marzo 2017       |                 |
| 3  | Out of Time           |                 | 12 marzo 2017      |                 |
| 4  | Secrets Stolen        |                 | 19 marzo 2017      |                 |
| 5  | Picture Fades         |                 | 26 marzo 2017      |                 |
| 6  | Caught Up in Circles  |                 | 20 giugno 2017     |                 |
| 7  | Suitcases of Memories |                 | 6 luglio 2017      |                 |
| 8  | If You're Lost        |                 | 13 luglio 2017     |                 |
| 9  | You Will Find Me      |                 | 20 luglio 2017     |                 |
| 10 | Turned to Gray        |                 | 27 luglio 2017     |                 |
| 11 | I Fall Behind         |                 | 7 agosto 2017      |                 |
| 12 | Skin Deep             |                 | 30 agosto 2017     |                 |